# Græske guder
Græske guder, gudinder, halvguder og mange andre guddomme fra den antikke græske mytologi og græske religion har ligheder med den romerske, græske og etruskiske religion.  

## De udødelige guder
Grækerne skabte billeder af deres guder til mange formål. Et tempel havde statuer af dem og kunne være dekoreret med relieffer, som skildrer myterne. Gudebilleder var almindelige på mønter. Drikkekar og andet keramik blev malet med scener fra græsk mytologi.

### Større guder og gudinder
| Guder | Beskrivelse |
| ----- | --- |
|       | Afrodite (oldgræsk: Ἀφροδίτη, Aphroditē) Gudinde for kærlighed, skønhed, begær, seksualitet og nydelse. Selv om hun var gift med Hefaistos, havde hun mange elskere som Ares, Adonis og Anchises. Hun blev afbildet som en smuk kvinde, og af alle gudinderne mest sandsynlige til at blive vist nøgen eller halvnøgen med store bryster. Digterne roste hendes latter og smil. Hendes symboler er roser og andre blomster, kammuslingskallen og myrtekransen. Hendes hellige dyr er duer og spurve. Hendes romerske modstykke var Venus. |
|       | Apollo (oldgræsk: Ἀπόλλων, Apóllōn) Gud for musik, kunst, viden, helbredelse, pest, profeti, poesi, mandig skønhed og bueskydning. Han er søn af Zeus og Leto og tvillingebror til Artemis. Som bror og søster blev de identificeret med solen og månen; begge bruger bue og pil. I de tidligste myter konkurrerede Apollo med sin halvbror Hermes. I skulpturen blev Apollo afbildet som en meget smuk, skægløse ung mand med langt hår og ideel fysik. Som indbegrebet af perfektionisme kunne han være grusom og ødelæggende, og hans kærlighedsforhold var sjældent lykkelige: Et eksempel var hans frugtesløse forfølgelse af skovnymfen Daphne. Med sit store ego gjorde han Eros (Amor) vred, og han blev skudt med en pil af kærlighed og Daphne med et pil af had. Nymfen blev forvandlet til en laurbærbusk for at undslippe Apollo, der er helt optaget af hende, mens hun hader ham af hele sit hjerte. Det får Apollo til at tilbede træet. Hans attributter er laurbærkrans og lyre. Han optræder ofte i selskab med muserne. Hans hellige dyr er rådyr, svaner, cikader, høge, ravne, krager, ræve, mus og slanger. |
|       | Ares (oldgræsk: Ἄρης, Árēs) Gud for krig, blodsudgydelse og vold. Som søn af Zeus og Hera blev han afbildet som en skægløs nøgen yngling med hjelm og spyd eller sværd, eller som en væbnet kriger. Homer skildrer ham som lunefuld og upålidelig, og generelt repræsenterer han kaos i krig i modsætning til Athena, gudinden for strategi og dygtighed. Ares' hellige dyr er grib, slanger, hunde og orner. Hans romerske modstykke Mars blev betragtet som en værdig stamfader til det romerske folk. Bror til Hefaistos. Han havde også haft en affære med Afrodite, som Apollo senere gav til Hefaistos. |
|       | Artemis (oldgræsk: Ἄρτεμις, Ártemis) Jomfrugudinde for jagt, vildmark, dyr, unge piger, fødsel, og pest. I senere tider blev hun tilknyttet bue og pil. Hun er datter af Zeus og Leto og tvillingesøster af Apollo. I kunsten blev hun ofte afbildet som en ung kvinde i en kort knælang Chiton og udstyret med en jagtbue og et pilekogger. Hendes attributter er jagtspyd, dyreskind, hjorte og andet vildt. Hendes hellige dyr er rådyr, bjørne og vildsvin. Diana var hendes romerske modstykke. |
|       | Athene (oldgræsk: Ἀθηνᾶ, Athēnâ) Gudinde for intelligens, dygtighed, fred, krig, strategi, håndværk og visdom. Ifølge de fleste traditioner blev hun født fra Zeus hoved fuldt udvokset og i krigsudrustning. Hun blev afbildet kronet med ridderhjelm bevæbnet med skjold og spyd, og med ægiden over en lang kjole. Digterne beskriver hende som "grå-øjet" eller med særligt lyse, skarpe øjne. Hun var en særlig beskytter for helte som Odysseus. Hun var også beskytter for byen Athen, som var opkaldt efter hende. Hendes symbol er oliventræet. Hun er almindeligvis ledsaget af sit hellige dyr, uglen. Romerne identificerede hende med Minerva. |
|       | Demeter (oldgræsk: Δημήτηρ, Dēmētēr) Gudinde for korn, landbrug og høst, vækst og næring. Demeter er datter af Kronos og Rhea og søster til Zeus, med hvem hun fik Persephone. Hun var en af de vigtigste guder i de eleusinske mysterier, hvor hendes magt over livcyklen af planter symboliserede passagen af den menneskelige sjæl gennem livet og efterlivet. Hun blev afbildet som en kronet moden kvinde med et hvedeneg og en fakkel. Hendes symboler er overflødighedshorn, hvedeaks, den bevingede slange og lotusstaven. Hendes hellige dyr er svin og slanger. Ceres var hendes romerske modstykke. |
|       | Dionysos (oldgræsk: Διόνυσος, Diónysos)/Bacchus (oldgræsk: Βάκχος, Bákkhos) Gud for vin, fester og festivaler, galskab, kaos, drukkenskab, narkotika og ekstase. Han kom fra oldtidens Chios. Det var hans "Hjem". Han blev afbildet som enten en ældre skægget gud eller en temmelig feminin, langhåret ung mand. Hans attributter er Thyrsos (en stav af narthexplanten Ferula), drikkebæger, vin og en krone af vedbend . Han er ofte i selskab med sine Thiasos, en flok satyrer, mænader og hans gamle lærer Silenos. Dionysos' hustru var Ariadne. Hans hellige dyr er delfiner, slanger, tigre og æsler. Han er sent kommet til Olympen, hvor han efter nogle beretninger har erstattet Hestia. Bacchus var et andet navn for ham på græsk, også brugt af romerne. |
|       | Hades (oldgræsk: ᾍδης, Hádēs)/Pluto (oldgræsk: Πλούτων, Ploutōn) Kongen af underverdenen og de døde, og gud for beklagelse. Hans hustru er Persephone. Hans attributter er drikkehorn eller overflødighedshorn, nøgle, scepter, og den trehovedede hund Cerberus. Uglen (engelsk: Screech owl) var hellig for ham. Han var en af Cronus og Rhea tre sønner, og dermed konge over et af de tre riger af universet, underverdenen. Som Ktonisk gud er hans plads blandt de Olympiske tvetydig. I mysteriereligionerne og athenske litteratur, var Pluto (Plouton, "den rige") hans foretrukne navn, med Hades mere almindeligt for underverdenen som et sted. Romerne oversatte Plouton som Dis Pater ("Rige Fader«), eller Pluto. |
|       | Hefaistos (oldgræsk: Ἥφαιστος, Hḗphaistos) Gud for ild, metalarbejder og håndværk. Enten søn af Zeus og Hera eller Hera alene, han er gudernes smed og den utro Afrodites ægtemand. Han var normalt afbildet som en skægget mand med hammer, tænger og ambolt smedens værktøj - og til tider ridende på et æsel. Hans hellige dyr er æslet, vagthunden og tranen. Blandt hans værker var Achilleus' rustning. Hefaistos brugte smedjens ild som en skabende kraft, men romerne frygtede hans modstykke Vulcan og frygtede hans destruktive potentiale. Han er forbundet med vulkansk magt på jorden. |
|       | Hera (oldgræsk: Ἥρα, Hḗra) Dronning for guder og gudinde for ægteskab, kvinder, fødsel, arvinger, konger og imperier. Hun er hustru og søster til Zeus og datter af Cronus og Rhea. Hun var afbildet som en kongelig kvinde i sin bedste alder, iført diadem og slør og holdende en stav med lotusspids. Som gudinde for ægteskabet fyldte Zeus' mange utroskaber hende af jalousi og hævngerrighed. En ikonisk affære havde Zeus med Alkmene, som fødte ham en søn, Herakles (Herkules). En versioner er, at hun sendte slanger at dræbe Herakles. En anden er, at hun adopterer ham og passer ham. Hendes hellige dyr er kvien, påfuglen, og gøgen. I Rom blev hun kendt som Juno. |
|       | Hermes (oldgræsk: Ἑρμῆς, Hērmēs) Gud for grænser, rejser, kommunikation, handel, sprog og skrivning. Søn af Zeus og Maia. Hermes er gudernes sendebud og en psykopomp, der leder de døde sjæle til i det hinsides. Han blev afbildet som en smuk og atletisk skægløse ung mand eller som en ældre skægget mand. Hans attributter er merkurstaven eller caduceus, vingede sandaler og rejsekappe. Hans hellige dyr er skildpadden, vædderen og høgen. Den romerske Merkur blev tættere forbundet med handel og industri. |
|       | Hestia (oldgræsk: Ἑστία, Hestía) Jomfrugudinde for arne, hjem og kyskhed. Hun er datter af Rhea og Cronus og søster til Zeus. Hun optrådte som en beskeden tilsløret kvinde. Hendes symboler er hjertet og kedel. I nogle beretninger afgav hun sin plads som en af De tolv olympiske guder til Dionysos, og hun spiller en lille rolle i græske myter. Hendes modstykke Vesta var imidlertid en stor guddom i den romerske stat. |
|       | Poseidon (oldgræsk: Ποσειδῶν, Poseidōn) Gud over havet, floder, oversvømmelser, tørke og jordskælv. Han er søn af Cronus og Rhea og bror til Zeus og Hades. Han hersker over et af de tre riger af universet som konge af havet og vandet. I klassisk kunst blev han skildret som en moden mand med kraftig krop med et frodigt skæg holdende en trefork. Hesten og delfinen er hellige for ham. Hans bryllup med Amfitrite præsenteres ofte som et triumftog. Der er nogle historier, der angiver en affære med Medusa, som førte til hendes fødsel af Pegasus fra hendes hals, da Perseus skar hendes hovedet af. Hans symboler er trefork, hest, delfin, fisk og tyr. Hans romerske modstykke var Neptun. |
|       | Zeus (oldgræsk: Ζεύς, Zeus) Konge og far til guderne, herskeren af Olympen og gud af himlen, vejr, torden, lyn, lov, orden og retfærdighed. Han er den yngste søn af Kronos og Rhea. Han væltede Kronos af tronen og vandt herredømme over himlen til sig selv. I kunsten blev han skildret som en kongelig, moden mand med en robust figur og mørkt skæg. Hans sædvanlige attributter er den kongelige scepter og lyn, og hans hellige dyr er ørnen og tyren. Hans romerske modstykke er Jupiter. |

### Primordial guder
| Oldgræsk navn                  | Dansk navn | Beskrivelse                                                                                               |
| ------------------------------ | ---------- | --- |
| oldgræsk: Αἰθήρ (Aithḗr)       | Aither     | Gud af den øvre atmosfære og lys.                                                                         |
| oldgræsk: Ἀνάγκη (Anánkē)      | Ananke     | Gudinden af uundgåelighed, tvang og nødvendighed.                                                         |
| oldgræsk: Χάος (Cháos)         | Chaos      | Intetheden, hvorfra alt andet sprang. Beskrevet som et tomrum.                                            |
| oldgræsk: Χρόνος (Chrónos)     | Chronos    | Guden af tid. Ikke at forveksle med titanen Cronus, far til Zeus, Poseidon og Hades.                      |
| oldgræsk: Ἔρεβος (Érebos)      | Erebus     | Gud af mørke og skygge.                                                                                   |
| oldgræsk: Ἔρως (Eros)          | Eros       | Gud af Kærlighed og tiltrækning.                                                                          |
| oldgræsk: Ὕπνος (Hypnos)       | Hypnos     | Personificeringen af søvn.                                                                                |
| oldgræsk: Nῆσοι (Nē̂soi)        | Nesoi      | Gudinder af øerne og havet.                                                                               |
| oldgræsk: Οὐρανός (Ouranós)    | Uranus     | Gud af himlen (Fader Sky): fader til titanerne                                                            |
| oldgræsk: Γαῖα (Gaîa)          | Gaia       | Personificeringen af Jorden (Moder Jord); moder af Titanerne.                                             |
| oldgræsk: Οὔρεα (Oúrea)        | Ourea      | Guderne af bjergene.                                                                                      |
| oldgræsk: Φάνης (Phánēs)       | Phanes     | Gud forplantning i Orfisk tradition.                                                                      |
| oldgræsk: Πόντος (Póntus)      | Pontos     | Guden af havet, faderen til fisk og andre havdyr.                                                         |
| oldgræsk: Τάρταρος (Tártaros)  | Tartaros   | Gud af den dybeste, mørkeste del af underverdenen, Tartarean grube (som også benævnes som Tartaros selv). |
| oldgræsk: Θάλασσα (Thálassa)   | Thalassa   | Personificeringen af havet og gift med Pontus.                                                            |
| oldgræsk: Θάνατος ("Thánatos") | Thanatos   | Gud af Død. Bror til Hypnos (Søvn) og i nogle tilfælde Moros (Doom)                                       |
| oldgræsk: Ἡμέρα (Hēméra)       | Hemera     | Gudinden af dagen.                                                                                        |
| oldgræsk: Νύξ (Nýx)            | Nyx        | Gudinden af natten.                                                                                       |
| Νέμεσις (Némesis)              | Nemesis    | Gudinden af gengældelse.                                                                                  |

### Titanerne
Titanerne er i græsk kunst mindre hyppigt  afbildet end de olympiske guder.
- Eos (morgenrøden) og helten Memnon (490-480 f.Kr.)
- Helios i hans firespands vogn (3. århundrede f.Kr.)
- Themis, fra templet Nemesis (ca. 300 f.Kr.)
- Oceanus iført krabbe-klo horn, i Tethys (romersk-æra mosaik)
- Athena ser på at Prometheus skaber mennesker (3. århundrede e.Kr.)

| Oldgræsk navn                    | Dansk navn | Beskrivelse |
| -------------------------------- | ---------- | --- |
| De tolv Titaner                  |            | |
| oldgræsk: Κοῖος (Koîos)          | Koios      | Titan af intellekt og himlens akse hvor omkring konstellationer drejede. |
| oldgræsk: Κρεῖος (Kreîos)        | Kreios     | Den mindst individualiserede De Tolv Titans, han er far til Astraeus, Pallas, og Perses.                                                                                                   |
| oldgræsk: Κρόνος (Crónos)        | Cronus     | Lederen af Titanerne, der væltede hans far Uranus kun at blive væltet på sin søn, Zeus. Ikke at forveksle med Chronos, gud for tiden.                                                      |
| oldgræsk: Ὑπερίων (Hyperíōn)     | Hyperion   | Titan af lys. Med Theia, han er far til Helios (Solen), Selene (månen), og Eos (morgenrøden).                                                                                              |
| oldgræsk: Ἰαπετός (Iapetós)      | Iapetos    | Titan for dødelighed og far til Prometheus, Epimetheus, Menoitios, og Atlas. |
| oldgræsk: Mνημοσύνη (Mnēmosýnē)  | Mnemosyne  | Titaninde af hukommelse og erindring, og mor til de ni muser. |
| oldgræsk: Ὠκεανός (Ōceanós)      | Oceanus    | Titan af de alt-omkranser floden Oceans rundt om jorden, kilden til al Jordens ferskvand.                                                                                                  |
| oldgræsk: Φοίβη (Phoíbē)         | Foibe      | Titaninde af "lyse" intellekt og profeti, og consort af Koios. |
| oldgræsk: Ῥέα (Rhéa)             | Rhea       | Titaninde af frugtbarhed, moderskab og bjerges ødemarker. Hun er søster og consort af Cronus, og mor til Zeus, Hades, Poseidon, Hera, Demeter, og Hestia.                                  |
| oldgræsk: Τηθύς (Tēthýs)         | Tethys     | Titaninde af ferskvand, og mor til floder, fjedre, vandløb, springvand og skyer. |
| oldgræsk: Θεία (Theía)           | Theia      | Titaninde af synet, og det skinnende lys af den klare blå himmel. Hun er consort af Hyperion, og mor til Helios, Selene og Eos.                                                            |
| oldgræsk: Θέμις (Thémis)         | Themis     | Titaninde af guddommelig lov og orden. |
| Andre Titaner                    |            | |
| oldgræsk: Ἀστερία (Astería)      | Asteria    | Titaninde af natlige orakler og faldende stjerner. |
| oldgræsk: Ἀστραῖος (Astraîos)    | Astraeus   | Titan af solnedgang, stjerner og planeter, og kunsten at astrologi. |
| oldgræsk: Ἄτλας (Átlas)          | Atlas      | Titan tvunget til at bære himlen på hans skuldre af Zeus. Også søn af Iapetos. |
| oldgræsk: Αὔρα (Aúra)            | Aura       | Titaninde af brisen og den friske, kølige luft en tidlig morgen.. |
| oldgræsk: Κλυμένη (Clyménē)      | Clymene    | Titaninde af berømmelse, berømmelse og skændsel; gift med Iapetos. |
| oldgræsk: Διώνη (Diṓnē)          | Dione      | Titaninde af oraklet i Dodona. |
| oldgræsk: Ἥλιος (Hḗlios)         | Helios     | Titan af solen og vogter eder. |
| oldgræsk: Σελήνη (Selḗnē)        | Selene     | Titaninde af månen. |
| oldgræsk: Ἠώς (Ēṓs)              | Eos        | Titaninde af daggry. |
| oldgræsk: Ἐπιμηθεύς (Epimētheús) | Epimetheus | Titan af eftertanke og far til undskyldninger. |
| oldgræsk: Εὐρυβία (Eurybía)      | Eurybia    | Titaninde af beherskelse af havene og consort af Krios. |
| oldgræsk: Εὐρυνόμη (Eurynómē)    | Eurynome   | Titaninde af våde enge og pasturelands, og mor til de tre Gratie af Zeus. |
| oldgræsk: Λήλαντος (Lēlantos)    | Lelantos   | Titan af luft og jægerens dygtighed til forfølge bytte. Han er det mandlige modstykke til Leto.                                                                                            |
| oldgræsk: Λητώ (Lētṓ)            | Leto       | Titaninde af moderskab og mor til tvillingerne, Artemis og Apollo. |
| oldgræsk: Μενοίτιος (Menoítios)  | Menoitios  | Titan af voldsom vrede, udslæt handling og menneskelig dødelighed. Dræbt af Zeus. |
| oldgræsk: Μῆτις (Mē̂tis)          | Metis      | Titaninde af gode råd, rådgivning, planlægning, snu, listighed, og visdom. Mor til Athena.                                                                                                 |
| oldgræsk: Ὀφίων (Ophíōn)         | Ophion     | En ældste Titan, i nogle versioner af myten han regerede Jorden med sin gemalinde Eurynome før Cronus væltede ham. En anden fortælling beskrives ham som en slange, født af "Verdensægget" |
| oldgræsk: Πάλλας (Pállas)        | Pallas     | Titan af krigs-håndværk. Han blev dræbt af Athena |
| oldgræsk: Πέρσης (Pérsēs)        | Perses     | Titan for ødelæggelse. |
| oldgræsk: Προμηθεύς (Promētheús) | Prometheus | Titan for omtanke og snu råd, og skaberen af menneskeheden. |
| oldgræsk: Στύξ (Stýx)            | Styx       | Titaninde af Styx og personificeringen af had. |

### Giganterne og andre "Giganter"

#### Giganterne
Giganterne var afkom af Gaia (Jorden), født fra blodet, der faldt, da Uranus blev kastreret af deres søn Cronus, der kæmpede i giganternes krig med de olympiske guder om herredømmet over kosmos:
- Agrius (Ἄγριος) blev dræbt af Moirer.
- Alcyoneus (Ἀλκυονεύς), en kæmpe der normalt anses for at være en af de Giganterne, dræbt af Heracles.
- Chthonius (Χθονιος).
- Clytius (Κλυτίος), dræbt af Hecate med hendes fakler.
- Enkelados (Ἐγκέλαδος), typisk dræbt af Athena, siges at være begravet under Etna i Sicilien.
- Ephialtes (Ἐφιάλτης) ifølge Apollodorus blev han blindet af pile fra Apollo og Heracles.
- Eurymedon (Ευρυμέδων), han var en konge af Giants og far til Periboea.
- Eurytus (Εὔρυτος), blev han dræbt af Dionysos med hans Thyrsus.
- Gration (Γρατίων), blev han dræbt af Artemis.
- Hippolytus (Ἱππόλυτος) blev han dræbt af Hermes, som var iført Hades' hjelm, som gjorde sin bærer usynlig.
- Lion (Λεων), muligvis en af de giganter, der blev dræbt af Herakles.
- Mimas (Μίμας) blev ifølge Apollodorus dræbt af Hefaistos, Zeus eller Ares.
- Pallas (Πάλλας) ifølge Apollodorus blev han flået af Athena, som brugte hans hud som  skjold.
- Polybotes (Πολυβώτης), typisk dræbt af Poseidon.
- Porphyrion (Πορφυρίων), en af lederne af Gigantes, typisk dræbt af Zeus.
- Thoas / Thoon (Θοων), blev han dræbt af Moirer.

#### Andre Giganter
- Aloadae (Ἀλῳάδαι), to giganter, der forsøgte at klatre op til Olympus ved stille to bjerge oven på hinanden.
  - Otus eller Otos (Ότος)
  - Ephialtes (Εφιάλτης)
- Anax (Αναξ), var giganter fra øen Lade ved Milet i Lydien i Anatolien.
- Antaios (Ἀνταῖος), en libysk kæmpe, der kæmpede alle besøgende til døde, til han blev dræbt af Heracles
- Antiphates (Ἀντιφάτης), kongen af menneskeædende giganter kendt som Laestrygones som blev styrtet af Odysseus på en rejse
- Argos (Ἄργος Πανόπτης), en hundred-øjet gigant hvis opgave er bevogte  Io
- Asterius (Αστεριος), en lydisk gigant.
- Kykloperne (ældre), tre enøjede giganter som smedede lyn til Zeus, Trefork til Poseidon og hjelm til Hades
  - Arges (Ἄργης)
  - Brontes (Βρόντης)
  - Steropes (Στερόπης)
- Kykloperne (yngre), en stamme af enøjede, menneskeædende kæmper, som vogtede fåreflokke på øen Sicilien
  - Polyfem (Πολύφημος), en Kyklop der kortvarigt tilfangetagner Odysseus og hans mænd, kun for at blive overvundet, og blændet af helten
- Gegenees (Γηγενέες), en stamme af seks bevæbnede giganter der kæmpede med argonauterne på Bjørnebjerget i Mysien.
- Geryon (Γηρυών), en kæmpe med tre kroppe sammenvokset ved hofterne med tre hoveder. Han boede på den røde ø Erytheia
- Hekatoncheirer (Ἑκατόγχειρες) eller Centimanes (latin), de hundredearmede, Gigant guder af voldsomme storme og orkaner. De tre sønner af Uranus og Gaia, hver med deres  karakter.[3]
  - Briareus (Βριάρεως) eller Aigaion (Αἰγαίων), den kraftige
  - Cottus (Κόττος), den rasende
  - Gyges (Γύγης), den store langlemmede
- Laistrygonerne (Λαιστρυγόνες), en stamme af menneskeædende giganter som Odysseus stødte på under sine rejser.
- Geryon (Γηρυων), en tre-kroppet gigant, der boede på solnedgangensøen ved enden af jorden. Han blev dræbt af Heracles, da helten kom for at hente gigantisk kvæg som en af sine tolv opgaver.
- Cacus (Κακος), en ildsprudende latinsk gigant dræbt af Heracles.
- Chrysaor (Χρυσαωρ), en kæmpe født fra halsen af den halshuggede gorgon Medusa.
- Hyllus (Ὑλλος), en lydisk Giant.
- Orion (Ὠρίων), en kæmpe jæger som Zeus placerede blandt stjernerne som stjernebilledet Orion
- Talos (Τάλως), en kæmpe smedet fra bronze af Hefaistos, og givet af Zeus til hans kæreste Europa som hendes personlige beskytter.
- Tityos (Τίτυος), en kæmpe dræbt af Apollo og Artemis, da han forsøgte at krænke deres mor Leto.
- Typhon (Τυφῶν), en uhyrlig udødelige storm-gigant, der har forsøgt  et angreb på Olympen, men blev besejret af olympiske guder og fængslet i Tartaros.

### Personificerede begreber
- Achlys (Ἀχλύς), ånden i dødens tåge, personificeringen af sorg og elendighed
- Adephagia (Ἀδηφαγία), ånd af mæthed og grådighed
- Adikia (Ἀδικία), ånd af uretfærdighed og forseelser
- Aergia (Ἀεργία), ånd af lediggang og dovenskab
- Agon (Ἀγών), ånd af konkurrence, der besad et Alter i Olympia, stedet for de olympiske lege.
- Aidos (Αἰδώς), ånd af beskedenhed, ærbødighed og respekt
- Aisa (Αἴσα), personificeringen af parti og skæbne
- Alala (Ἀλαλά), ånden af kampråbet
- Alastor (Ἀλάστωρ), ånd af blodfejder og hævn
- Aletheia (Ἀλήθεια), ånd for sandheden, sandfærdighed og oprigtighed
- Alger (Ἄλγεα), ånder af smerte og lidelse
  - Achos (Ἄχος) "problemer, angst"
  - Ania (Ἀνία) "smerte, angst"
  - Lupe (Λύπη) "smerte, sorg, sorg"
- Alke (Ἀλκή), ånd af tapperhed og mod
- Amechania (Ἀμηχανία), ånd af hjælpeløshed og ønsker af midler
- Amphilogiai (Ἀμφιλογίαι), ånder af uenighed, debat, og strid
- Anaideia (Ἀναίδεια), ånd af hensynsløshed, skamløshed og tilgivelses
- Androktasiai (Ἀνδροκτασίαι), ånder for slagmark og nedslagtning
- Angelia (Ἀγγελία), ånden af meddelelser, nyheder og proklamationer
- Apate (Ἀπάτη), ånd for svig, svindel og bedrag
- Apheleia (Ἀφέλεια), ånd af enkelhed
- Aporia (Ἀπορία), ånd af vanskeligheder, rådvildhed, magtesløshed og mangel på midler
- Arae (Ἀραί), ånder for forbandelser
- Arete (Ἀρετή), ånd af dyd, ekspertise, godhed, og tapperhed
- Atë (Ἄτη), ånd af vrangforestillinger, forelskelse, blind dårskab, hensynsløshed, og ruin
- Bia (Βία), ånd af kraft, magt, kropslig styrke og tvang
- Caerus (Καιρός), ånd af muligheder
- Corus (Κόρος), ånd af overmål
- Deimos (Δεῖμος), ånd af frygt, skræk og rædsel
- Dikaiosyne (Δικαιοσύνη), ånd af retfærdighed og retskaffenhed
- Dike (Δίκη), ånd af retfærdighed, retfærdig dom, og de rettigheder, ved sædvane og lovgivning
- Dolos (Δόλος), ånd af fup, listig vildledelse listighed, forræderi og list
- Dysnomia (Δυσνομία), ånd af lovløshed og dårlig civil forfatning
- Dyssebeia (Δυσσέβεια), ånd af ugudelighed
- Eirene (Εἰρήνη), gudinden af fred
- Ekecheiria (Ἐκεχειρία), ånd af våbenhvile, våbenhvile og ophør af alle fjendtligheder; hædret ved de olympiske lege
- Eleos (Ἔλεος), ånd af barmhjertighed, medlidenhed og medfølelse
- Elpis (Ἐλπίς), ånd af håb og forventning
- Epiphron (Ἐπίφρων), ånd af forsigtighed, Klogskab, eftertænksomhed, omhyggelighed og klogskab
- Eris (Ἔρις), ånd af stridigheder, splid, strid, og rivalisering

- Erot (ἔρωτες)
  - Anteros (Ἀντέρως), gud af gengældt kærlighed
  - Eros (Ἔρως), gud af kærlighed og samleje
  - Hedylogos (Ἡδύλογος), gud af sød snak og smiger
  - Himeros (Ἵμερος), gud af seksuel lyst
  - Pothos (Πόθος), gud for seksuel længsel, længsel og lyst
- Eucleia (Εὔκλεια), ånd af godt omdømme og ære
- Eulabeia (Εὐλάβεια), ånd af skønsomhed, forsigtighed, og omtanke
- Eunomia (Εὐνομία), gudinden for god orden og lovlig adfærd
- Eupheme (Εὐφήμη), ånd af ord af gode tegn, akklamation, ros, bifald og råb triumf
- Eupraxia (Eὐπραξία), ånd af velvære
- Eusebeia (Eὐσέβεια), ånd af fromhed, loyalitet, pligt og sønlig respekt
- Euthenia (Εὐθενία), ånd af velstand og overflod
- Gelos (Γέλως), ånd af latter
- Geras (Γῆρας), ånd af alderdom
- Harmonia (Ἁρμονία), gudinde for harmoni og sammenhold
- Hebe (Ήβη), gudinden af ungdom
- Hedone (Ἡδονή), ånd af glæde, nydelse og glæde
- Heimarmene (Εἵμαρμένη), personificeringen af delt fremtid bestemt af skæbnen
- Homados (Ὅμαδος), ånden af larmen af slaget
- Homonoia (Ὁμόνοια), ånd af sammenhold, enstemmighed og enhed i sindet
- Horkos (Ὅρκος), ånden af ed
- Horme (Ὁρμή), ånd af impuls eller indsats (for at gøre en ting), iver,  bevægelse
- Hybris (Ὕβρις), ånd for oprørende adfærd
- Hypnos (Ὕπνος), gud for søvn
- Hysminai (Ὑσμῖναι), ånder af kampene og bekæmpe
- Ioke (Ἰωκή), ånd for forfølgelse i kamp
- Kakia (Kακία), ånd af Last og moralsk ondskab
- Kalokagathia (Καλοκαγαθία), ånd af adel
- Keres (Κῆρες), ånd af voldelig eller grusom død
- Koalemos (Κοάλεμος), ånd af dumhed og fjollethed
- Kratos (Κράτος), ånd af styrke, kraft, magt, og suveræn regel
- Kydoimos (Κυδοιμός), ånden af larmen af kamp, forvirring, tumult og larm
- Lethe (Λήθη), ånd af glemsomhed og glemsel, og floden af samme navn
- Limos (Λιμός), ånd af sult og hungersnød
- Litae (Λιταί), ånder af bøn
- Lyssa (Λύσσα), ånd af raseri, vrede og rabies hos dyr
- Machai (Μάχαι), ånder af kampene og bekæmpe
- Mania (Μανία), ånd eller ånder af galskab, sindssyge og vanvid
- Moirer , eller "skæbne" (Μοίραι)
  - Klotho (Κλωθώ) spinder livstråd
  - Lachesis (Λάχεσις) måler livstråd
  - Atropos (Άτροπος) klipper livstråd
- Momus (Μῶμος), ånd af hån, skylden, irettesættelse og sviende kritik
- Moros (Μόρος), ånd af undergang
- Neikea (τὰ Νείκη), ånder af skænderier, fejder og klager
- Nemesis (Νέμεσις), gudinden for hævn, balance, retfærdig harme og gengældelse

- Nike (Νίκη), gudinde for sejr
- Nomos (Νόμος), ånd af lov
- Oizys (Ὀϊζύς), ånd af ve og elendighed
- Oneiroi (Ὄνειροι), ånder af drømme
  - Epiales (Ἐπιάλης), ånden af mareridt
  - Morfeus (Μορφεύς), gud af drømme, der tager form som menneske
  - Phantasos (Φάντασος) ånd af drømme om fantasi, der tager form som døde ting
  - Phobetor (Φοβήτωρ) eller Icelos (Ἴκελος), ånd af mareridt, som tager form som dyr
- Palioxis (Παλίωξις), ånd af tilbagetrækning, flugt og tilbagetog fra kamp
- Peitharchia (Πειθαρχία), ånd af lydighed
- Peitho (Πειθώ), ånd af overtalelse og forførelse
- Penia (Πενία), ånd af fattigdom og behov
- Penthus (Πένθος), ånd af lidelse, sorg, og klageråb
- Pepromene (Πεπρωμένη), personificeringen af delt fremtid bestemt af skæbnen, svarende til Heimarmene
- Pheme (Φήμη), ånd af rygte, rapport, og sladder
- Philophrosyne (Φιλοφροσύνη), ånd af venlighed, venlighed og velkommen
- Philotes (Φιλότης), ånd af venskab, hengivenhed, og samleje
- Phobos (Φόβος), ånd af panik angst, flugt, og flugt fra slagmarken
- Phonoi (Φόνοι), ånder for mord, drab og slagtning
- Phrike (Φρίκη), ånd af rædsel og skælvende angst
- Phthonus (Φθόνος), ånd af misundelse og jalousi
- Pistis (Πίστις), ånd af tillid, ærlighed og god tro
- Poine (Ποίνη), ånd for gengældelse, hævn, afstraffelse og straf for forbrydelsen mord og manddrab
- Polemos (Πόλεμος), personificeringen af krig
- Ponos (Πόνος), ånd for hårdt arbejde og slid
- Poros (Πόρος), ånd af hensigtsmæssighed, midlerne til at udføre eller levere, påfund og enhed
- Praxidike (Πραξιδίκη), ånd af krævende retfærdighed
- Proioxis (Προίωξις), ånd af angreb og slagmark forfølgelse
- Prophasis (Πρόφασις), ånd af undskyldninger og bøn
- Pseudologoi , ånder for løgne
- Ptocheia (Πτωχεία), ånd af tiggeri
- Soter (Σωτήρ), mandlig ånd af sikkerhed, bevarelse og udfrielse fra skade
- Soteria (Σωτηρία), kvindelige personificeringen af sikkerhed, bevarelse og udfrielse fra skade
- Sophrosyne (Σωφροσύνη), ånd af mådehold, selvkontrol, mådehold, tilbageholdenhed og diskretion
- Techne (Τέχνη), personificeringen af kunst og dygtighed
- Thanatos (Θάνατος), ånd af død og dødelighed
- Thrasos (Θράσος), ånd af dristighed
- Tyche (Τύχη), gudinden for lykke, chance, Providence, og skæbne
- Zelos (Ζῆλος), ånd af ivrig rivalisering, emulering, misundelse, jalousi, og nidkærhed

### Ktoniske guder
Ktoniske guder hører i græsk mytologi  underjorden (fra græsk χθονιος, "som hører til jorden", "jordnære").
- Amphiaraus (Ἀμφιάραος), en helt af krigen af de syv imod Thebe der blev en oracular ånd underverden efter hans død
- Angelos (Ἄγγελος), en datter af Zeus og Hera, der blev en underverden gudinde
- Askalaphos (Ἀσκάλαφος), søn af Acheron og Orphne som passede underverdenen plantager før han bliver omdannet til en screech ugle af Demeter
- Cerberus (Κέρβερος), de tre hoveder hund der vogtede Hades porte
- Charon (Χάρων), færgemanden af Hades
- Empusa (Ἔμπουσα), en uhyrlig underverdens ånd eller ånder med flammende hår,  med gedben og et ben af bronze. De er også tjenere af Hecate.
- Erebos (Ἔρεβος), den urgamle gud af mørket, hans tåger omringet underverdenen og fyldte lavningerne på jorden.
- Erinyes (Ἐρινύες), gudinder af gengældelse, kendt som "den rare"
  - Alecto (Ἀληκτώ), den uophørlige ene
  - Tisiphone (Τισιφόνη), hævner mord
  - Megære (Μέγαιρα), den jaloux ene
- Hecate (Ἑκάτη), gudinden af magi, trolddom, natten, månen, spøgelser, og nekromanti
- Dommere af de døde
  - Aiakos (Αἰακός), tidligere dødelig konge af Aegina, vogter af nøglerne til Hades og dommer af mændene i Europa
  - Minos (Μίνως), tidligere dødelig konge af Kreta og dommer af den endelige afstemning
  - Rhadamanthys (Ῥαδάμανθυς), tidligere dødelig lovgiver og dommer af mændene i Asien
- Keuthonymos (Κευθόνυμος), en underverden ånd og far til Menoetes
- Cronus (Κρόνος), afsatte konge Titanerne; Efter sin løsladelse fra Tartaros blev han udnævnt konge af øen af de velsignet.
- Lamia (Λάμια), en vampyr Underverdens ånd eller ånder i ledtog med Hecate
- Lampades (Λαμπάδες), fakkelbærende Underverdens nymfer
  - Gorgyra (Γοργύρα)
  - Orphne (Ορφνη), en Lampad nymfe af Hades, mor til Askalaphos
- Macaria (Μακαρία), datter af Hades og gudinde afvelsignet død (ikke at forveksle med en Datter af Herakles)
- Melinoe (Μελινόη), datter af Persefone og Zeus, som præsiderede over propitiations tilbydes spøgelser af de døde
- Menoetes (Μενοίτης), en Underverdens  ånd, der vogtede kvæg i Hades
- Mormo (Μορμώ), en frygtindgydende Underverdens ånd eller ånder i ledtog med Hecate
- Nyx (Νύξ), den urgamle gudinde af natten
- Hades (Ἑσπερίδες) Gud af underverden og alle ting under Jorden
- Persephone (Περσεφόνη), dronning af underverdenen, hustru til Hades og gudinde for foråret vækst
- Floder i underverden
  - Acheron (Αχέρων), floden af smerte
  - Kokytos (Kωκυτός), floden af jammer
  - Lethe (Λήθη), floden af glemsomhed
  - Phlegethon (Φλεγέθων), floden af brand
  - Styx (Στύξ), floden ed
- Tartaros (Τάρταρος), ur gud af mørke, stormfulde grube af Hades
- Thanatos (Θάνατος), ånd af død og minister for Hades

### Havguder
Hav guder eller vand guder er guder i mytologien der er forbundet med vand eller forskellige vandområder.
- Aegaeon (Αιγαίων), gud af voldelige stormflod og allieret af Titans
- Akheloos (Αχειλος), havånd
- Benthesikyme (Βενθεσικύμη), datter af Poseidon, som var bosat i Etiopien
- Brizo (Βριζώ), gudinde for beskyttelse af sejlere, som sendte profetiske drømme
- Ceto (Κῆτώ), gudinden for farerne ved havet og søuhyrer
- Charybdis (Χάρυβδις), et havmonster og ånden af malstrøm og tidevandet
- Cymopoleia (Κυμοπόλεια), en datter af Poseidon gift med Giant Briareus
- Delphin (Δέλφιν), lederen af delfinerne, Poseidon placeret ham i himlen som stjernebilledet Delphin
- Eidothea (Ειδοθέα), profetiske havnymfe og datter af Proteus
- Glaukos (Γλαῦκος), fiskerens havgud
- Gorgons (Γοργόνες), tre monstrøse havånder
  - Stheno (Σθεννώ)
  - Euryale (Εὐρυάλη)
  - Medusa (Μέδουσα), den eneste dødelige af de tre
- Graier (Γραῖαι), tre gamle havånder, som personificeret den hvide skum på havet; de delte et øje og en tand mellem dem
  - Deino (Δεινώ)
  - Enyo (Ενυώ)
  - Pemphredo (Πεμφρεδώ)

- Harpy (Ηάρπυιαι), vingede ånder af pludselige, skarpe vindstød
  - Aello (Αελλώ) eller Aellope (Αελλώπη) eller Aellopous (Αελλόπους)
  - Ocypete (Ωκυπέτη) eller Ocypode (Ωκυπόδη) eller Ocythoe (Ωκυθόη)
  - Podarge (Ποδάργη) eller Podarke (Ποδάρκη)
  - Celaeno (Κελαινώ)
  - Nicothoe (Νικοθόη)
- Hippocampi (ἱπποκαμπος), heste af havet, øverste del af kroppen er en hest og nederste kroppen af en fisk
- Hydros (Ὑδρος), ur gud af vand
- Ichthyocentaurs (Ιχθυοκένταυροι), et par centaurine hav-guder med overkroppen af en mand, den nederste foran en hest, og halen slutter i en Serpentine hale af fisk
  - Bythos (Βύθος) "havdybde"
  - Aphros (Άφρος) "havets skum"
- Karkinos (Καρκίνος), en kæmpe krabbe, der allierede sig med Hydra mod Heracles. da den døde, placeret Hera den på himlen som konstellationen Krebsen.
- Ladon (Λάδων), en hundrede hoveder søslange der bevogtede den vestlige del af havet, og øen med de gyldne æbler af Hesperidernes
- Leucothea (Λευκοθέα), et havgudinde, der hjalp sejlere i nød
- Nereide (Νηρηίδες), havnymfer
  - Thetis (Θέτις), leder af Nereiderne der hersker over gydning af det marine liv i havet
  - Arethusa (Αρετούσα), en datter af Nereus der blev omdannet til et springvand
  - Galene (Γαλήνη), gudinden af havblik
  - Psamathe (Πσαμάθη), gudinden af sandstrande
- Nereus (Νηρέας), den gamle mand af havet, og gud af havet rige gaver af fisk
- Nerites (Νερίτης), en havånd, der blev omdannet til en fisk af Afrodite
- Okeanos (Ὠκεανός), Gud af Verdensstrømmen, Oceanus, kildevæld for al Jordens ferskvand
- Palaemon (Παλαίμων), en ung havgud, der hjalp sejlere i nød
- Forkys (Φόρκυς), gud af de skjulte farer ved fra dybet
- Pontos (Πόντος), ur gud af havet, faderen til fisk og andre havdyr
- Proteus (Πρωτεύς), en formskiftende, profetiske gamle havgud, og hyrden af Poseidon sæler

- Poseidon (Ποσειδῶν), konge af havet og hersker over alle havguder; også gud for floder, oversvømmelse og tørke, jordskælv, og heste
- Amfitrite (Αμφιτρίτη), havgudinde og consort af Poseidon
- Skylla (Σκύλλα), monstrøse havet gudinde
- Sirene (Σειρῆνες), havnymfer, der lokkede sejlere i døden med deres sang
  - Aglaope (Αγλαόπη) eller Aglaophonos (Αγλαόφωνος) eller Aglaopheme (Αγλαοφήμη)
  - Himerope (Ίμερόπη)
  - Leucosia (Λευκοσία)
  - Ligeia (Λιγεία)
  - Molpe (Μολπή)
  - Parthenope (Παρθενόπη)
  - Peisinoe (Πεισινόη) eller Peisithoe (Πεισιθόη)
  - Raidne (Ραίδνη)
  - Teles (Τέλης)
  - Thelchtereia (Θελχτήρεια)
  - Thelxiope (Θελξιόπη) eller Thelxiepeia (Θελξιέπεια)
- Telchines (Τελχινες), havånder for indfødte til øen Rhodos; guderne dræbte dem, da de vendte sig til ond magi
  - Actaeus (Ακταιος)
  - Argyron (Αργυρών)
  - Atabyrius (Αταβύριος)
  - Chalcon (Χαλκών)
  - Chryson (Χρυσών)
  - Damon (Δαμων) eller Demonax (Δημώναξ)
  - Damnameneus (Δαμναμενεύς)
  - Dexithea (Δεξιθέα), mor til Euxanthios af Minos
  - Lycos (Λύκος) eller Lyktos (Λύκτος)
  - Lysagora (Λυσαγόρα)?
  - Makelo (Μακελώ)
  - Megalesius (Μεγαλήσιος)
  - Mylas (Μύλας)
  - Nikon (Νίκων)
  - Ormenos (Ορμενος)
  - Simon (Σίμων)
  - Skelmis (Σκελμις)
- Tethys (Τηθύς), Titaner gudinde af kilderne frisk vand, og mor til alle floder, fjedre, vandløb, springvand, og skyer
- Thalassa (Θάλασσα), ur gudinde af havet og consort af Pontos
- Thaumas (Θαῦμας), gud af vidundere af havet
- Thoosa (Θόοσα), gudinden for hurtige strømme
- Triteia (Τριτεια), datter af Triton og følgesvend af Ares
- Triton (Τρίτων), søn og herold af Poseidon
- Tritoner (Τρίτωνες), ånder med fiskehale i Poseidons Følge

### Himmelguder
Himmelguder eller luftguder er i mytologien forbundet med himmelen eller storme med mere.
- Achelois (Ἀχελωΐς), "Hende, der vasker smerte væk", en mindre måne gudinde
- Aeolus (Aiolos) (Αίολος), gud af vindene.
- Aether (Αιθήρ), ur gud af den øvre luft
- Alectrona (Αλεκτρονα), solgudinde af morgenen eller vågner op
  - Aparctias (Απαρκτίας), et andet navn for den nordlige vind (ikke identificeret med Boreas)
  - Apheliotes (Αφηλιώτης), gud af østenvinden (når Eurus anses sydøst)
  - Argestes (Αργέστης), et andet navn for vest eller nordvest vind
  - Caicias (Καικίας), gud af nordøst vind
  - Circios (Κίρκιος) eller Thraskias (Θρασκίας), gud af nord-nordvest vind
  - Euronotus (Ευρονότος), gud af sydøst vind
  - Lips (Λίψ), gud af den sydvestlige vind
  - Skeiron (Σκείρων), gud af den nordvestlige vind
- Zeus (Ζεύς), konge af himlen og Gud af himlen, skyer, torden og lyn
- Hera (Ήρα), dronning af himlen og gudinde af luften og stjerneklar konstellationer
- Apollon, Olympisk Gud af solen, lys, viden, musik, healing, og kunst
- Artemis, Olympisk gudinde af månen, natur, jagt og de vilde dyr
- Arke (Άρκη), brudbringer af Titanerne og tvillingesøster af Iris
- Astraios (Ἀστραῖος), Titan gud af stjerner og planeter, og kunsten at astrologi
- Astra Planeti (Αστρα Πλανετοι), guder af de fem omvandrende stjerner eller planeter
  - Stilbon (Στιλβών), gud af Hermaon, planeten Merkur
  - Eosphorus (Ηωσφόρος), gud af Venus morgenstjernen
  - Hesperus (Ἓσπερος), gud af Venus aften stjerne
  - Pyroeis (Πυρόεις), gud af Areios, planeten Mars
  - Phaethon (Φαέθων), gud af Dios, planeten Jupiter
  - Phaenon (Φαίνων), gud af Kronion, planeten Saturn
- Aurai (Αὖραι), nymfer i den svalende brise
  - Aura (Αὖρα), gudinden for brisen og den friske, kølige luft af tidlig morgen
- Chaos (Χάος), intetheden, hvorfra alt andet sprang hun repræsenterede også den nedre atmosfære, der omgav jorden
- Khione (Χιόνη), gudinden for sne og datter af Boreas
- Uranus (Ουρανός), ur gud af himlen
- Helios (Ἥλιος), Titan gud for solen og vogter eder

- Selene (Σελήνη), Titan gudinde af månen
- Eos (Ἠώς), Titan gudinde daggry
- Hemera (Ημέρα), ur gudinde af dagen
- Nyx, gudinde af natten
- Hesperides , nymfer, der repræsenterede en stjerne klynge i stjernebilledet Tyren og var forbundet med regn
- Iris (Ίρις), gudinde af regnbuen og guddommelig budbringer
- Nephelai (Νεφήλαι), sky nymfer
- Pandia (Πανδία), datter af Selene og Zeus
- Ersa (Ἕρση), gudinde af morgendug
- Anemoi, guder af vindene
  - Boreas (Βορέας), gud af Nordenvinden og vinter
  - Eurus (Εύρος), gud af uheldige øst eller sydøst vind
  - Notus (Νότος) gud af den sydlige vind
  - Zephyrus (Ζέφυρος), gud af vestenvinden
- Plejaderne (Πλειάδες), gudinder af konstellationen Plejaderne
  - Alkyone (Αλκυόνη)
  - Asterope (Στερόπη)
  - Kelaino (Κελαινώ)
  - Elektra (Ηλέκτρα)
  - Maia (Μαία)
  - Merope (Μερόπη)
  - Taygeto (Ταϋγέτη)

### Almuens guder
- Aetna (Αἴτνη), gudinden for vulkanen Etna på Sicilien
- Amphictyonis (Αμφικτυονίς), gudinden for vin og venskab mellem nationerne, en lokal form for Demeter
- Anthousai (Ανθούσαι), blomster nymfer
- Aristaeus (Ἀρισταῖος), gud for biavl, ostefremstilling, hyrder, olivendyrkning og jagt
- Attis (Άττις), vegetationsgud gift med Cybele
- Britomartis (Βριτόμαρτις), Kretas gudinde for jagt og redskaber, der anvendes til fiskeri, fuglefangst og jagt på småvildt
- Cabeiri (Κάβειροι), guder eller ånder, der præsiderede over mysterierne på øerne Lemnos og Samothrake
  - Aitnaios (Αιτναιος)
  - Alkon (Αλκων)
  - Eurymedon (Ευρυμεδών)
  - Onnes (Όννης)
  - Tonnes (Τόννης)

- Kentaurer (Κένταυροι), halvt mand, halvt hest 
  - Asbolus (Άσβολος)
  - Chariclo (Χαρικλώ), hustru til kentauren Chiro
  - Chiron (Χείρων), den ældste og klogeste af kentauerne
  - Eurytion (Ευρυτιων)
  - Nessus (Νέσσος), en færgemanden ved floden Euenus
  - Pholus (Φώλος)
- Cercopes (Κέρκοπες), et par abe-lignende tyve, der plagede Lydiena i det vestlige Anatolien
  - Akmon (Ακμών)
  - Passalos (Πάσσαλος)
- Chloris (Χλωρίς), gudinden for blomster og hustru til Zephyrus
- Comus (Κόμος), gud for gilder og festlighed
- Corymbus (Κόρυμβος), gud for vedbendfrugten
- Curetes (Κουρέτες), vogtere af den spæde Zeus, knap skelnes fra daktyler og Corybantes
- Kybele (Κυβέλη), en frygisk bjerggudinde forbundet med Rhea
- Daktyler (Δάκτυλοι) "fingre", mindre guddomme der oprindeligt repræsenterer fingrene på hånden
  - Acmon (Ακμών)
  - Damnameneus (Δαμναμενεύς)
  - Delas (Δήλας)
  - Epimedes (Επιμήδης)
  - Heracles (ikke at forveksle med helten Herakles)
  - Iasios (Ιάσιος)
  - Kelmis (Κελμις)
  - Skythes (Σκύθης)
  - Kybeles ledsagere 
    - Titias (Τιτίας)
    - Cyllenus (Κύλληνος)
- Dionysus (Διόνυσος), gud af vin, berusede orgier, og vilde vegetation
- Dryad (Δρυάδες), træ og skov nymfer
- Gaia (Γαία), urgudinde for jorden
- Epimeliad (Επιμελίδες), nymfer på højlandsgræsgange og beskyttere af fåreflokke
- Hamadryad (Αμαδρυάδες), egetræets dryader
- Hecaterus (Ηεκατερος), mindre gud for hekateris - en rustik dans med hurtigt bevægelige hænder - og måske af dygtighed generelt
- Hefaistos (Ήφαιστος), gud for metalbearbejdning
- Hermes (Ερμής), gud for besætninger og flokke, af veje og stensætninger
- Horaier (Ώρες), gudinder for tidens naturlige fordelinger
  - Gudinder for naturens orden
    - Eunomia (Ευνομία), ånd for god orden, og gudinde for forårets grønne enge
    - Dike (Δίκη), ånd for retfærdighed, kan have repræsenteret forårets vækst
    - Eirene (Ειρήνη), ånd af fred og gudinde af forår

  - Gudinder forårets vækst
    - Thallo (Θαλλώ), gudinden for foråret knopper og skud, der er set af Eirene
    - Auxo (Αυξώ), gudinden for forårets vækst
    - Karpo  (Καρπώ), gudinde for jordens frugter

  - Gudinder for velfærd
    - Pherousa (Φέρουσα) "den bringer"
    - Euporie (Ευπορίη) "overflod"
    - Orthosie (Ορθοσίη) "velstand"

  - Gudinder for de naturlige tidspunkter af dagen
    - Auge (Αυγή), første lys om morgenen
    - Anatole (Ανατολή) eller Anatolien (Ανατολία), solopgang
    - Mousika eller Musica (Μουσική), om morgenens musik og studier
    - Gymnastika, Gymnastica (Γυμναστίκή) eller Gymnastiksale (Γυμνασία), morgentimens gymnastik / motion
    - Nymphe  (Νυμφή), morgenens time for badning og vask
    - Mesembria (Μεσημβρία), middag
    - Sponde (Σπονδή), drikoffer der gives efter frokost
    - Elete, bøn, den første af eftermiddagens arbejdstimer
    - Akte, Acte (Ακτή) eller Cypris (Κυπρίς), spise og nydelse, den anden af eftermiddagen arbejdstimer
    - Hesperis (Έσπερίς), aften
    - Dysis (Δύσις), solnedgang
    - Arktos (Άρκτος), nattehimlen

  - Gudinder for årstiderne
    - Eiar (Είαρ), forår
    - Theros (Θέρος), sommer
    - Pthinoporon (Φθινόπωρον), efterår
    - Cheimon (Χειμών), vinter
- Korybanter (Κορύβαντες), dansere som tilbad Cybele
  - Damneus (Δαμνεύς) "den der tæmmer"
  - Idaios (Ιδαίος) "af Idabjerget"
  - Kyrbas (Κύρβας), hvis navn er formentlig en variant af Korybas, ental for "Korybanter"
  - Okythoos (Ωκύθοος) "den ene kører hurtigt"
  - Prymneus (Πρυμνεύς) "af lavere områder"
  - Pyrrhichos (Πυρῥιχος), gud af almuedans

- Mænade (μαινάδες), forrykte nymfer ifølge Dionysos
  - Methe (Μέθη), nymfe af fuldskab
- Meliae (Μελίαι), nymfer af honning og asketræet
- Naiad (Ναιάδες), frisk vand nymfer
  - Daphne (Δάφνη)
  - Metope (Μετώπη)
  - Minthe (Μίνθη)
- The Nymphai Hyperboreioi  (Νύμφαι Υπερβόρειοι), som præsiderede over bueskydning
  - Hekaerge (Εκαέργη), repræsenter distancering
  - Loxo (Λοξώ), repræsenterer bane
  - Oupis (Ουπις), repræsenterer mål
- Oreade (Ὀρεάδες), mountain nymfer
  - Adrasteia (Αδράστεια), barnepige for Zeus
  - Ekho (Ηχώ), en nymfe forbandet til aldrig at tale, kun til at gentage andres ord
- Okeanide (Ωκεανίδες), ferskvandsnymfer
  - Beroe (Βερόη), en nymfe af Beirut, datter af Afrodite og Adonis, som bejles af både Dionysos og Poseidon
  - Calypso (Καλυψώ)
  - Klytia(Κλυτίη)
  - Eidyia (Ειδυια), den yngste af okeaniderne
  - for den komplette liste, se Liste over Okeanide
- Ourea (Ούρος), primeval guder af bjerge
- Palici (Παλικοί), et par bondeguder, der præsiderede over gejsere og varme kilder på Sicilien
- Pan (Πάν), gud for hyrder, græsgange, og frugtbarhed
- Potamoi (Ποταμοί), flodguder
  - Achelous (Αχέλους)
  - Acis (Άκις)
  - Acheron (Αχέρων)
  - Alpheus (Αλφειός)
  - Asopus (Ασωπός)
  - Cladeus (Κλάδεος)
  - Eurotas (Ευρώτας)
  - Cocytus (Kωκυτός)
  - Lethe (λήθη)
  - Peneus (Πηνειός)
  - Phlegethon (Φλεγέθων))
  - Styx (Στύξ)
  - Scamander (Σκάμανδρος)
- Priapus (Πρίαπος), gud for liderlighed og havens frugtbarhed
- Rhea (Ῥέα), den store moder og dronning
- Satyrer (Σάτυροι), frugtbarhedsånder
  - Krotos (Κρότος), en stor jæger og musiker, der holdt selskab med muserne på Helikon
- Silenus (Σειληνός), en gammel rustik gud for dansen af vinpersen
- Telete (Τελέτη), gudinden for indvielse i  bacchanaler
- Zagreus  (Ζαγρεύς), i de orfiske mysterier, den første inkarnation af Dionysos

### Landbrugsguder
landbrugets guder passe alle aspekter af dyrkning, høst og opbevaring af afgrøder.
- Adonis (Άδωνις), en liv-død-genfødsel gud
- Aphaea (Αφαία), mindre gudinde for landbrug og frugtbarhed
- Carme (Κάρμη), en kretensiske ånd, der præsiderende over høstfest
- Carmanor (Καρμάνωρ), en kretensisk høst gud
- Chrysothemis (Χρυσόθεμις), gudinde, en høstfest, datter af Demeter og Carmanor
- Cyamites (Κυαμίτης), demi-gud af bønnen
- Demeter (Δημήτηρ), gudinde af frugtbarhed, landbrug, korn, og høst
- Despoina (Δέσποινη), datter af Poseidon og Demeter, gudinden for mysterier i Arkadien
- Dionysos (Διόνυσος), gud af vinavl og vin
- Eunostus (Εύνοστος), gudinde af møllen
- Hestia (Ἑστία), jomfru gudinde, der præsiderede over bagning af brød, menneskehedens stabil mad
- Persephone (Περσεφόνη), dronning af underverdenen, hustru til Hades og gudinde for forårets vækst
- Philomelus (Φιλόμελος), landbrugs demi-gud opfinder af vognen og ploven
- Plutos (Πλοῦτος), gud for velstand, herunder landbrug rigdom, søn af Demeter

### Helbredsguder
Helbredsguder er i mytologi eller religion i forbindelse med sundhed, helbredelse og velvære. De kan også være relateret til fødsel eller Modergudinder.
- Apollon, gud af healing og medicin
  - Æskulap (Ασκληπιός), lægeguden
    - Aceso (Ἀκεσώ), gudinden for heling af sår og hærdning af sygdomme
    - Aegle (Αἴγλη), gudinden for strålende godt helbred
    - Epione (Ἠπιόνη), gudinde for beroligende af smerte
    - Hygieia (Ὑγεία), gudinden for renlighed og et godt helbred
    - Iaso (Ἰασώ), gudinden for kure og lægemidler
    - Panacea (Πανάκεια), gudinden for helbredelse
    - Telesphorus (Τελεσφόρος), halvgud for helbredelse, der "bragt til opfyldelse" rekreation fra sygdom eller tilskadekomst

### Andre guder
- Acratopotes (Ἀκρατοπότης), gud af ublandet vin
- Adrastea (Αδράστεια), en datter af Ares og Afrodite, eller et tilnavn af Nemesis
- Agdistis (Ἄγδιστις), frygisk tvekønnede guddom
- Alexiares og Anicetus (Αλεξιαρης og Ανικητος), to sønner af Heracles der ledede forsvaret af befæstede byer og citadeller
- Aphroditus (Ἀφρόδιτος), Cyprian tvekønnede Afrodite
- Astraea (Αστραία), jomfru gudinde for retfærdighed
- Auxesia (Αυξησία) og Damia (Δαμία), to lokale fertilitet gudinder
- Gratie (Χάριτες), gudinder af charme, skønhed, natur, menneskelig kreativitet og frugtbarhed
  - Aglaea (Αγλαΐα), gudinden for skønhed, pynt, pragt og herlighed
  - Euphrosyne (Εὐφροσύνη), gudinde af godt mod, glæde, munterhed og lystighed
  - Thalia (Θάλεια), gudinden for festlige fester og rige og luksuriøse banketter
  - Hegemone (Ηγεμόνη) "beherskelse"
  - Antheia (Άνθεια), gudinden for blomster og blomstrende kranse
  - Pasithea (Πασιθέα), gudinden for hvile og afslapning
  - Cleta (Κλήτα) "den herlige"
  - Phaenna (Φαέννα) "den lysende"
  - Eudaimonia (Ευδαιμονία) "lykke"
  - Euthymia (Ευθυμία) "godt humør"
  - Calleis (Καλλείς) "skønhed"
  - Paidia (Παιδία) "leg, morskab"
  - Pandaisia (Πανδαισία) "banket for alle"
  - Pannychis (Παννυχίς) "helaftens (festivitas)"
- Ceraon (Κεραων), demi-gud af måltidet, især blanding af vin
- Chrysus (Χρύσος), ånd af guld
- Circe (Κίρκη), gudinde-heks af Aiaia
- Daemones Ceramici (Δαίμονες Κεραμικοί), fem ondsindede ånder, som plagede håndværker pottemager
  - Syntribos (Σύντριβος), den der splintre
  - Smaragos (Σμάραγος), den der slå i stykker
  - Asbest (Ασβετος), den charrer
  - Sabaktes (Σαβάκτης), ødelæggeren
  - Omodamos (Ωμόδαμος), crudebake
- Deipneus (Δειπνεύς), demi-gud tilberedning af måltider, især fremstilling af brød
- Eiresione (Ειρεσιώνη), personificeringen af olivengren
- Eileithyia (Εἰλείθυια), gudinden for fødsel
- Enyalius (Ενυάλιος), mindre krigsguden
- Enyo (Ἐνυώ), gudinden for ødelæggende krig
- Harpocrates (Ἁρποκράτης), gud af stilhed
- Hermaphroditos (Ἑρμάφρόδιτός), gud af hermafroditter og kvindagtige mænd
- Hymenaios (Ὑμέναιος), gud af ægteskab og ægteskabs fester
- Ichnaea (Ιχναία), gudinden for sporing
- Iynx (Ιύνξ), gudinden for kærlighed charme
- Matton (Μάττων), demi-gud af måltidet, specifikt æltning af dej
- Muse (Μούσαι), gudinder for musik, sang og dans, og kilden til inspiration for digtere
  - Titan Muses, døtre af Uranus og Gaia
    - Aoide (Ἀοιδή), muse af sang
    - Arche (Αρχή), muse af oprindelsen
    - Melete (Μελέτη), muse af meditation og praksis
    - Mneme (Μνήμη), muse af hukommelse
    - Thelxinoe (Θελξινόη), muse af "charmer af sind"

  - Olympiske Muser, døtre af Zeus og Mnemosyne
    - Kalliope (Καλλιόπη), muse af Epos
    - Kleio (Κλειώ), muse af historie
    - Euterpe (Ευτέρπη), muse af musikalsk poesi
    - Erato (Ερατώ), muse af lyrik
    - Melpomene (Μελπομένη), muse af tragedie
    - Polyhymnia (Πολυμνία) eller (Πολύμνια), muse af hellig poesi
    - Terpsichore (Τερψιχόρη), muse af dans og kor poesi
    - Thalia (Θάλεια), muse af komedie og bucolic poesi
    - Urania (Ουρανία), muse af astronomi

  - Yngre Muser, døtre af Apollo
    - Cephisso (Κεφισσώ)
    - Apollonis (Απολλωνίς)
    - Borysthenis (Βορυσθενίς)
    - Hypate (Υπάτη) "den øverste (akkord af lyre)"
    - Mese (Μέση) "midten (akkord i lyre)"
    - Nete (Νήτη) "den lavere (akkord af lyre)"

  - Polymatheia (Πολυμάθεια), muse af viden
- Palæstraens (Παλαίστρα), gudinden for brydning
- Rhapso (Ραψώ), mindre gudinde eller nymfe hvis navn tilsyneladende refererer til syning

## Dødelige

### Guddommeliggjorte dødelige
- Achilles (Ἀχιλλεύς), helten i den trojanske krig
- Aiakos (Αἰακός), en konge af Aegina, udnævnt til dommer af de døde i underverdenen efter hans død
- Aeolus (Αἴολος), en konge af Thessalien, gjorde udødelige konge af vindene af Zeus
- Amphiaraus (Ἀμφιάραος), en helt af krigen af de syv imod Thebe der blev en oracular ånd i underverdenen efter hans død
- Ariadne (Αριάδνη), en kretensiske prinsesse, der blev den udødelige hustru Dionysos
- Aristaios (Ἀρισταῖος), en thessaliske helt, hans opfindelser så ham udødeliggjort som gud af biavl, ostefremstilling, hyrder, olivendyrkning og jagt
- Asklepios (Ἀσκληπιός), en thessaliske læge, der blev ramt af Zeus, der senere redet af hans far Apollo
- Attis (Ἄττις), en ven af Cybele, ydes udødelighed som en af hendes ledsagere
- Bolina (Βολίνα), en dødelig kvinde omdannet til en udødelig nymfe af Apollo
- Dioskuri (Διόσκουροι), guddommelige tvillinger
  - Castor (Κάστωρ)
  - Pollux (Πολυδεύκης)
- Endymion (Ἐνδυμίων), elsker af Selene, ydes evig søvn, så aldrig skal alders eller dø
- Ganymede (Γανυμήδης), en smuk trojansk prins, bortført af Zeus og gjort mundskænk hos guderne
- Glaukos (Γλαῦκος), fiskerens havgud, gjorde udødelig efter at have spist en magisk urt
- Hemithea (Ἡμιθέα) og Parthenos ( Παρθένος ), prinsesser af øen Naxos, som sprang i havet for at undslippe deres fars vrede; Apollo forvandlede dem til halvguder-gudinder
- Heracles (Ἡρακλῆς), opsteget helte
- Lampsace (Λαμψάκη), en halvhistorisk bebryciansk prinsesse hædret som gudinde for hendes hjælp til grækerne
- Minos (Μίνως), konge af Kreta, udnævnt til dommer af de døde i underverdenen efter hans død
- Ino (Ἰνώ), en thebansk prinsesse, der blev havgudinde Leucothea
- Leucippider (Λευκιππίδες), hustruer Dioskurerne
  - Phoebe (Φοίβη), gift med Pollux
  - Hilaeira (Ἱλάειρα), hustru til Castor
- Orithyia (Ὠρείθυια), en athensk prinsesse bortført af Boreas og gjort til gudinde af kulde, vindstød bjerg vind
- Palaemon (Παλαίμων), en thebansk prins, gjort til et havgud sammen med sin mor, Ino
- Phylonoe (Φυλονόη), datter af Tyndareos og Leda, gjort udødelig af Artemis
- Psyche (Ψυχή), gudinde for sjælen

### Helte
- Abderus, hjulpet Heracles under hans Ottende Labour og blev dræbt af Mares af Diomedes
- Achilles (Αχιλλεύς eller Αχιλλέας), helten i trojanske krig og en central figur i Homers Iliaden
- Æneas (Αινείας), en helt fra den trojanske krig og stamfader til det romerske folk
- Aias den Store (Αίας ο Μέγας), en helt fra den trojanske krig og konge af Salamis
- Aias den Lille (Αίας ο Μικρός), en helt fra den trojanske krig og leder af Lockrienske hær
- Amphitryon (Αμφιτρύων), Thebanske general, der reddede Theben fra Teumessian ræv ; hans kone var Alcmene, mor til Heracles
- Bellerophon, helt, der dræbte Chimera
- Castor, den dødelige Dioskuri tvilling; efter Castor død, hans udødelige bror Pollux delte sin guddommelighed med ham, for at de kunne blive sammen
- Chrysippus, en guddommelig helt i Elis
- Daedalus, skaberen af labyrinten og store opfinder, indtil kong Minos fanget ham i hans egen skabelse.
- Diomedes, en konge af Argos og helten i den trojanske krig
- Eleusis, eponyme helten i byen Eleusis
- Eunostus, en Boeotian helt
- Ganymedes, trojanske helt og elsker af Zeus, som blev givet udødelighed og udpeget kop-bæreren til guderne
- Hector, helten i den trojanske krig og forkæmper for de trojanske mennesker
- Iolaus, nevø til Heracles, som hjalp sin onkel i en af hans arbejde
- Jason, leder af Argonautertogtet
- Meleager, en helt, der sejlede med argonauterne og dræbte kalydoniske Boar
- Odysseus, en helt og konge af Ithaca, hvis eventyr er genstand for Homers Odysseen; Han spillede også en central rolle under den trojanske krig
- Orfeus, en legendarisk musiker og digter, der har forsøgt at hente sin døde kone fra underverdenen
- Pandion, eponym helt i attiske stamme Pandionis, normalt antages at være en af de legendariske athenske konger Pandion I eller Pandion II .
- Perseus (Περσεύς), søn af Zeus og grundlæggerkonge af Mykene og dræber af  Medusa
- Theseus, søn af Poseidon og en konge i Athen og Slayer af Minotauros

### Notable kvinder
- Alcestis (Άλκηστις), datter af Pelias og hustru Admetus, der var kendt for sin hengivenhed til sin mand
- Amymone, den ene datter af Danaus som nægtede at myrde sin mand, således at undslippe hendes søstre 'straf
- Andromache (Ανδρομάχη), hustru til Hector
- Andromeda (Ανδρομέδα), gift med Perseus, som blev placeret blandt konstellationer efter hendes død
- Antigone (Αντιγόνη), datter af Ødipus og Jocasta
- Arachne (Αράχνη), en dygtig væver, forvandlet af Athena til en edderkop for hendes blasfemi
- Ariadne (Αριάδνη), datter af Minos, kongen af Kreta, som hjalp Theseus med overvinde Minotauros og blev gift med Dionysos
- Atalanta (Αταλάντη), rapfodet heltinde, der deltog i kalydoniske vildsvin jagte
- Briseis, en prinsesse af Lyrnessus, taget af Achilles som en krigs-præmie
- Caeneus, tidligere Caenis, en kvinde, der blev omdannet til en mand og blev en mægtig kriger
- Kassandra, en prinsesse af Troja forbandet til at se fremtiden, men aldrig at blive troet
- Cassiopeia (Κασσιόπεια), dronning af Æthiopia og mor til Andromeda
- Klytaimnestra, søster til Helena og utro hustru af Agamemnon
- Danaë, mor til Perseus af Zeus
- Deianeira, den tredje kone og uvillig morder af Heracles
- Elektra, datter af Agamemnon og Klytaimnestra, hun hjalp sin bror Orestes i plotte hævn mod deres mor for mordet på deres far
- Europa, en fønikisk kvinde, bortført af Zeus
- Hekabe (Ἑκάβη), gift med Priamos, kongen af Troja, og mor til nitten af hans børn

- Helena, datter af Zeus og Leda, hvis bortførelse medført den trojanske krig
- Hermione (Ἑρμιόνη), datter af Menelaos og Helena; hustru Neoptolemos, og senere Orestes
- Iphigenia, datter af Agamemnon og Klytaimnestra; Agamemnon ofrede hende til Artemis for at formilde gudinden
- Ismene, søster til Antigone
- Jocasta, mor og hustru til Ødipus
- Medea, en troldkvinde og hustru til Jason, der dræbte sine egne børn til at straffe Jason for hans utroskab
- Medusa, en dødelig kvinde omdannet til en hæslig Gorgon af Athene
- Niobe, en datter af Tantalus, som erklærede sig at være bedre end Leto, der forårsager Artemis og Apollo at dræbe hendes fjorten børn
- Pandora, den første kvinde
- Penelope, loyal hustru Odysseus
- Phaedra, datter af Minos og hustru til Theseus
- Polyxena , den yngste datter af Priamos, ofret til spøgelse af Achilles
- Semele, jordiske mor til Dionysos
- Thrakien, hun var datter af Oceanus og Parthenope, og søster til Europa.

### Konger
- Abas, en konge af Argos
- Acastus, en konge af Iolcus der sejlede med Argonauts og deltog i kalydoniske vildsvin jagt
- Akrisios, en konge af Argos
- Actaeus, første konge af Attika
- Admetus (Άδμητος), en konge af Pherae der sejlede med argonauterne og deltog i kalydoniske Boar hunt
- Adrastos (Άδραστος), en konge af Argos og en af de syv imod Theben
- Aeacus (Αιακός), en konge af øen Aegina i Saroniske Bugt ; efter at han døde, blev han en af de tre dommere i den døde i underverdenen
- Aeetes, en konge af Kolchis og far til Medea
- Aigeus (Αιγεύς), en konge af Athen og far til Theseus
- Aegimius, en konge af Thessalien og stamfader af Dorians
- Aigisthos (Αίγισθος), elsker af Klytaimnestra, med hvem han plottet at myrde Agamemnon og greb kongemagt af Mykene
- Aegyptus (Αίγυπτος), en konge af Egypten
- Aeson, far til Jason og retmæssige konge af Iolcus, hvis trone tilranede sig sin halvbror Pelias
- Aëthlius, første konge af Elis
- Aetolus (Αιτωλός), en konge af Elis
- Agamemnon (Ἀγαμέμνων), en konge af Mykene og chef for de græske hære under den trojanske krig
- Agasthenes, en konge af Elis
- Agenor (Αγήνωρ), en konge af Phoenicia
- Alcinous (Αλκίνους eller Ἀλκίνοος), en konge af Phaeacia
- Alcmaeon, en konge af Argos og en af Epigoni
- Aleus, en konge af Tegea
- Amphiaraus (Ἀμφιάραος), en seer og konge af Argos, der deltog i kalydoniske Boar hunt og krigen af de syv Against Theben
- Amphictyon (Ἀμφικτύων), en konge af Athen
- Amphion og Zethus, to sønner Zeus og konger af Theben, der bygget byens mure
- Amycus, søn af Poseidon og Konge Bebryces
- Anaxagoras (Ἀναξαγόρας), en konge af Argos
- Anchises (Αγχίσης), en konge af Dardania og far til Aeneas
- Arcesius, en konge af Ithaca og far til Laertes
- Argeus, en konge af Argos
- Argus, en søn af Zeus og konge af Argos efter Phoroneus
- Assaracus, en konge af Dardania
- Asterion, en konge af Kreta
- Athamas (Ἀθάμας), en konge af Orchomenus
- Atreus (Ἀτρεύς), en konge af Mykene og far til Agamemnon og Menelaos
- Augeas (Αυγείας), en konge af Elis
- Autesion, en konge af Theben
- Bias, en konge af Argos
- Busiris, en konge af Egypten
- Cadmus, grundlægger-konge af Theben
- Car, en konge af Megara
- Catreus, en konge af Kreta, profeterede at dø i hænderne på sin egen søn
- Kekrops, en autokton konge af Athen
- Ceisus, en konge af Argos
- Celeus, en konge af Eleusis
- Cephalus, en konge af Phocis som ved et uheld dræbte sin egen kone
- Kepheus, en konge af Etiopien
- Kepheus, en konge af Tegea og en Argonaut
- Charnabon, en konge af Getae
- Cinyras, en konge af Cypern og far til Adonis
- Codrus, en konge af Athen
- Corinthus, grundlægger-konge af Korinth
- Cranaus, en konge af Athen
- Creon, en konge af Theben, bror til Jokaste og onkel til Ødipus
- Creon, en konge af Korinth, som var gæstfri over for Jason og Medea
- Cres, en tidlig kretensiske konge
- Kresfontes, en konge af Messene og efterkommer af Heracles
- Cretheus, grundlægger-konge af Iolcus
- Criasus, en konge af Argos
- Cylarabes, en konge af Argos
- Cynortas, en konge af Sparta
- Cyzicus, konge Dolionians, fejlagtigt dræbt af Argonauts
- Danaus, en konge af Egypten og far til Danaides
- Dardanus, grundlægger-konge af Dardania, og søn af Zeus og Electra
- Deiphontes, en konge af Argos
- Demophon i Athen, en konge af Athen
- Diomedes, en konge af Argos og helten i den trojanske krig
- Echemus, en konge af Arcadia
- Echetus, en konge af Epirus
- Eetion, en konge af kilikiske Thebe og far til Andromache
- Electryon, en konge af Tiryns og Mykene; søn af Perseus og Andromeda
- Elephenor, en Konge Abantes i Euboea
- Eleusis, eponym og konge af Eleusis , Attica
- Epaphus, en konge af Egypten og grundlægger af Memphis, Egypten
- Epopeus, en konge af Sikyon
- Erechtheus, en konge af Athen
- Erginus, en konge af Minyean Orchomenus i Boeotia
- Erichthonius, en konge af Athen, født af Hefaistos 'forsøg på at voldtage Athena
- Eteokles, en konge af Theben og søn af Ødipus; han og hans bror Polyneikes dræbte hinanden
- Eteokles, søn af Andreus , en konge af Orchomenus
- Eurotas, en konge af Sparta
- Eurystheus, en konge af Tiryns
- Euxantius, en konge af administrerende direktører , søn af Minos og Dexithea
- Gelanor, en konge af Argos
- Haemus, en konge af Thrakien
- Helenus, seer og tvillingebror af Kassandra, der senere blev konge af Epirus
- Hippothoön, en konge af Eleusis
- Hyrieus, en konge af Boeotia
- Ilus, grundlægger-konge af Troja
- Ixion, en Konge Lapiths som forsøgte at voldtage Hera og var bundet til en flammende hjul i Tartaros
- Laertes, far til Odysseus og Konge Cephallenians; Han sejlede med argonauterne og deltog i kalydoniske Boar hunt
- Laomedon, en konge af Troja og far til Priamos
- Lycaon af Arcadia, et løgnagtig Arcadian konge, der blev forvandlet af Zeus til en ulv
- Lycurgus af Arcadia, en konge af Arcadia
- Lycurgus for Nemea, en konge af Nemea
- Makedon, en konge af Makedonien
- Megareus af Onchestus, en konge af Onchestus i Boeotia
- Megareus af Theben, en konge af Theben
- Melampus, en legendarisk spåmand og healer, og konge af Argos
- Melanthos, en konge af Messenia
- Memnon, en konge af Etiopien, der kæmpede på den side af Troja under den trojanske krig
- Menelaos, en konge af Sparta og manden af Helen
- Menestheus, en konge af Athen, der kæmpede på siden af grækerne under den trojanske krig
- Midas, en konge af Frygien beføjelse til at vende noget guld med et strejf

- Minos, en konge af Kreta; efter hans død, blev en af dommerne af de døde i underverdenen
- Myles, en konge af Laconia
- Nestor, en konge af Pylos, som sejlede med argonauterne, deltog i kalydoniske vildsvin jagt og kæmpede med de græske hære i den trojanske krig
- Nycteus, en konge af Theben
- Odysseus, en helt og konge af Ithaca, hvis eventyr er genstand for Homers Odysseen ; Han spillede også en central rolle under den trojanske krig
- Oebalus, en konge af Sparta
- Ødipus, en konge af Theben skæbnebestemt til at dræbe sin far og gifte sig med sin mor
- Oeneus, en konge af Kalydon
- Oenomaus, en konge af Pisa
- Oenopion, en konge af Chios
- Ogygus, en konge af Theben
- Oicles, en konge af Argos
- Oileus, en konge af Locris
- Orestes, en konge af Argos og  søn af Klytaimnestra og Agamemnon; han dræbte sin mor som hævn for mordet på hans far
- Oxyntes, en konge af Athen
- Pandion I, en konge af Athen
- Pandion II, en konge af Athen
- Peleus, konge Myrmidons og far til Achilles; Han sejlede med Argonauts og deltog i kalydoniske Boar hunt
- Pelias, en konge af Iolcus og tronraner af Aeson retmæssige trone
- Pelops, en konge af Pisa og stifter af atriderne
- Pentheus, en konge af Theben, der forbød tilbedelsen af Dionysos og blev splittet af Mænader
- Perseus (Περσεύς), grundlægger-konge af Mykene og Medusas drabsmand
- Phineus, en konge af Thrakien
- Phlegyas, en Konge Lapiths
- Phoenix, søn af Agenor , grundlægger-konge af Phoenicien
- Phoroneus, en konge af Argos
- Phyleus, en konge af Elis
- Pirithoös, konge af Lapiths og mand af Hippodamia, ved hvis bryllup Slaget ved Lapiths og Centaurer opstod
- Pittheus, en konge af Troezen og bedstefar til Theseus
- Polybos, en konge af Korinth
- Polybos af Sikyon, en konge af Sikyon og søn af Hermes
- Polybos af Theben, en konge af Theben
- Polyneikes, en konge af Theben og søn af Ødipus; han og hans bror Eteokles dræbte hinanden
- Priamos, konge af Troja under den trojanske krig
- Proetus, en konge af Argos og Tiryns
- Pylades, en konge af Phocis og ven af Orestes
- Rhadamanthys, en konge af Kreta; efter hans død, blev han dommer over de døde i underverdenen
- Rhesus, en konge af Thrakien som sidet med Troy i den trojanske krig
- Sarpedon, en konge af Lykien og søn af Zeus, der kæmpede på siden af grækerne under den trojanske krig
- Sisyfos, en konge af Thessalien der forsøgte at snyde døden og blev idømt en evighed af rullende en kampesten op ad en bakke, kun for at se den rulle ned igen
- Sithon, en konge af Thrakien
- Talaus, en konge af Argos som sejlede med argonauterne
- Tegyrios, en konge af Thrakien
- Telamon, en konge af Salamis og far til Ajax; Han sejlede med argonauterne og deltog i kalydoniske Boar hunt
- Telephos, en konge af Mysia og søn af Heracles
- Temenos, en konge af Argos og efterkommer af Heracles
- Teucer, grundlægger-konge af Salamis, der kæmpede sammen med grækerne i den trojanske krig
- Teutamides, en konge af Larissa
- Teuthras, en konge af Mysia
- Thersander, en konge af Theben og en af Epigoni
- Theseus, en konge af Athen og Slayer af Minotaurus
- Thyestes, en konge af Mykene og bror til Atreus
- Tisamenus, en konge af Argos, Mykene, og Sparta
- Tyndareos, en konge af Sparta

### Seere
Seer  betyder på græsk fremtidsspående; i græsk mytologi brugte man ordet "seer" om dem, der så ind i fremtiden.
- Amphilochus (Αμφίλοχος), en seer og bror til Alcmaeon der døde i krigen af de syv mod Theben
- Anius, søn af Apollo der profeterede, at den trojanske krig ville blive vundet i sit tiende år
- Branchus, en seer og søn af Apollo
- Kalkas, en argiviske seer, der hjalp grækerne under den trojanske krig
- Carnus, en Acarnanian seer og elsker af Apollo
- Carya, en seer og elsker af Dionysos
- Kassandra, en prinsesse af Troja så fremtiden, men blev aldrig troet
- Ennomus, en mysisk seer dræbt af Achilles under den trojanske krig
- Halitherses, en Ithaca-seer, der advarede Penelopes bejlere om Odysseus' tilbagevenden
- Helenos, seer og tvillingebror af Kassandra, der senere blev konge af Epirus
- Iamus, en søn af Apollo som besidder profetisk gave, han grundlagde Iamidai
- Idmon, en seer, der sejlede med argonauterne
- Manto, seer og datter af Teiresias
- Melampus, en legendarisk spåmand og healer, og konge af Argos
- Mopsus, navnet på to legendariske seere
- Polyeidos, en korintisk seer, der reddede liv på Glaukos
- Telemus, en seer, der forudså, at Kyklop Polyfem ville blive blindet af Odysseus
- Theoclymenus, en argivisk seer
- Teiresias, blind profet fra Theben

### Amazoner
- Aegea, Amazonernes dronning
- Aella (Ἄελλα), en amazone som blev dræbt af Heracles
- Alcibie (Ἀλκιβίη), en amazonekriger dræbt af Diomedes på Troy
- Antandre (Ἀντάνδρη), en amazone dræbt af Achilles på Troy
- Antiope (Ἀντιόπη), en datter af Ares og søster til Hippolyta
- Areto (Ἀρετώ), en amazone
- Asteria (Ἀστερία), en amazone som blev dræbt af Heracles
- Bremusa (Βρέμουσα), en amazone dræbt af Idomeneus på Troy
- Celaeno (Κελαινώ), en amazonekriger, dræbt af Heracles
- Eurypyle (Εὐρυπύλη), en amazoneleder, der invaderede Ninos og Babylonien
- Hippolyta (Ἱππολύτη), en dronning af Amazonerne og datter af Ares
- Hippothoe (Ἱπποθόη), en amazonekriger, dræbt af Achilles på Troy
- Iphito (Ἰφιτώ), en amazone, der tjente under Hippolyta
- Lampedo (Λαμπεδώ), en amazonedronning, der regerede sammen med sin søster Marpesia
- Marpesia (Μαρπεσία) regerede sammen med sin søster Lampedo
- Melanippe (Μελανίππη), en datter af Ares og søster til Hippolyta og Antiope
- Molpadia (Μολπαδία), en amazone, der dræbte Antiope
- Myrina (Μύρινα), dronning
- Orithyia (Ὠρείθυια), en amazonedronning
- Otrera (Ὀτρήρα), en amazonedronning, gift med Ares og mor til Hippolyta
- Pantariste (Πανταρίστη), en amazone som kæmpede med Hippolyta mod Heracles
- Penthesilea (Πενθεσίλεια), en dronning, der kæmpede i den trojanske krig på Trojas side

### Indsatte iTartaros
- Danaider, niogfyrre døtre af Danaus der myrdede deres mænd og blev dømt til en evighed af at bære vand til et bundløst kar.
- Ixion, en Konge af lapitherne som forsøgte at voldtage Hera og var bundet til et flammende hjul i Tartaros
- Sisyfos, en  konge af Korinth der forsøgte at snyde døden og blev idømt en evighed af at rullende en kampesten op ad et bjerg, kun for at se den rulle ned igen
- Tantalos, konge af Sipylos.